# Sid Patterson
Sidney Philip "Sid" Patterson (14 de agosto de 1927 — 29 de novembro de 1999) foi um ciclista australiano que competia em provas de estrada e pista, onde foi o vencedor de três campeonatos mundiais de perseguição e um de velocidade. Entre outros triunfos num palmarès riquíssimo, venceu diversas corridas de seis dias. Foi um dos atletas que representou a Austrália nos Jogos Olímpicos de 1948, em Londres, no Reino Unido.